# 5714 Krasinsky
Az 5714 Krasinsky (ideiglenes jelöléssel 1982 PR) a Naprendszer kisbolygóövében található aszteroida. Nyikolaj Sztyepanovics Csernih fedezte fel 1982. augusztus 14-én.